# Südlohn
Südlohn är en kommun och ort i Kreis Borken i Regierungsbezirk Münster i förbundslandet Nordrhein-Westfalen i Tyskland.